# Visum
 "Visa" omdirigeres hertil. For betalingskortet, se VISA. For andre betydninger af Visa, se Visa (flertydig).
Et visum (flertal: visa) er en tilladelse til indrejse i et land. Et visum er som regel udformet som et stempel eller indhæftet dokument i passet. Det udstedes af en ambassade eller et konsulat for det land, der er mål eller gennemrejsemål for rejsen. Honorære (=ulønnede) konsulater har normalt ikke bemyndigelse til at udstede visum.
Schengen-samarbejdet omfatter blandt andet fælles visumregler for deltagerlandene, omend disse administreres forskelligt. Et dansk udstedt Schengen-visum kan være betinget af at den inviterende part stiller en bankgaranti på ca. 55.000 kr, bankgarantien er unik for Danmarks tolkning af reglerne[kilde mangler]. Et Schengen-visum er gyldigt til alle Schengen-landene.
Nogle lande har endnu interne visa.
I Sovjetunionen og andre lande havde man også udrejsevisa, og i en række mellemøstlige lande har man det såkaidte kafala-system, hvor migrantarbejdere først kan forlade landet, når arbejdsgiveren bekræfter at kontrakten er fuldført eller ophørt.